# Amblystegium riparium
Espèce
Synonymes
- Amblystegium brevipes Card. & Thér. ex Holz.[2]
- Amblystegium leptophyllum Schimp.[1]
- Amblystegium madeirense (Mitt.) A. Jaeger[1]
- Amblystegium riparium f. riparium[1]
- Amblystegium riparium var. abbreviatum Schimp. in B.S.G.[2]
- Amblystegium riparium var. flaccidum (Lesq. & James) Ren. & Card.[2]
- Amblystegium riparium var. fluitans (Lesq. & James) Ren. & Card.[2]
- Amblystegium riparium (Hedw.) B. S. G.[2]
- Amblystegium sipho (P. Beauv.) Card.[2]
- Amblystegium vacillans Sull.[2]
- Amblystegium varium subsp. leptophyllum (Schimp.) Kindb.[1]
- Brachythecium pennellii Bartr.[2]
- Campylium polygamum var. longinerve (Ren. & Card.) Grout[2]
- Cirriphyllum semiteretifolium Sakurai[1]
- Leptodictyum brevipes (Card. & Thér. ex Holz.) Broth.[2]
- Leptodictyum riparium (Hedw.) Warnst. (préféré par BioLib)[2]

Amblystegium riparium est une bryophyte de la famille des Amblystegiaceae.

## Liste des sous-espèces et variétés
Selon The Plant List (9 janvier 2018) :
- sous-espèce Amblystegium riparium subsp. hausmannii (Schimp.) Giacom.
- variété Amblystegium riparium var. serrulatum (Warnst.) Paris

Selon Tropicos (9 janvier 2018) (Attention liste brute contenant possiblement des synonymes) :
- sous-espèce Amblystegium riparium subsp. eu-riparium Giacom.
- sous-espèce Amblystegium riparium subsp. hausmannii (Schimp.) Giacom.
- sous-espèce Amblystegium riparium subsp. kochii (Schimp.) Renauld & Cardot
- variété Amblystegium riparium var. abbreviatum Schimp.
- variété Amblystegium riparium var. angustifolium Warnst.
- variété Amblystegium riparium var. brachythecioides Schiffn.
- variété Amblystegium riparium var. curvipes (Schimp.) Buyss.
- variété Amblystegium riparium var. debilinerve Dixon & Sainsbury
- variété Amblystegium riparium var. distichum Mans.
- variété Amblystegium riparium var. elongatum Schimp.
- variété Amblystegium riparium var. felisii De Not.
- variété Amblystegium riparium var. flaccidum (Lesq. & James) Renauld & Cardot
- variété Amblystegium riparium var. floridanum Renauld & Cardot
- variété Amblystegium riparium var. fluitans (Lesq. & James) Macoun & Kindb.
- variété Amblystegium riparium var. fontinaloides Mönk.
- variété Amblystegium riparium var. genuense De Not.
- variété Amblystegium riparium var. gracile Saelan
- variété Amblystegium riparium var. hausmannii (Schimp.) Venturi & Bott.
- variété Amblystegium riparium var. homomallum (Brid.) Röll
- variété Amblystegium riparium var. hygrophilum (Jur.) Bryhn
- variété Amblystegium riparium var. inundatum Schimp.
- variété Amblystegium riparium var. kochii (Schimp.) Buyss.
- variété Amblystegium riparium var. leptophyllum (Schimp.) C.E.O. Jensen
- variété Amblystegium riparium var. longifolium (Schultz) Schimp.
- variété Amblystegium riparium var. longinerve Cardot & Thér.
- variété Amblystegium riparium var. obtusum Grout
- variété Amblystegium riparium var. pratense Paris
- variété Amblystegium riparium var. radicans Grav.
- variété Amblystegium riparium var. reptans Velen.
- variété Amblystegium riparium var. rigidum Berthoum. & Buyss.
- variété Amblystegium riparium var. riparium
- variété Amblystegium riparium var. schultzii Brockm.
- variété Amblystegium riparium var. serratum Renauld & Cardot
- variété Amblystegium riparium var. serrulatum (Warnst.) Paris
- variété Amblystegium riparium var. splendens De Not.
- variété Amblystegium riparium var. stagnorum M.T. Lange
- variété Amblystegium riparium var. subdenticulatum (Warnst.) C.E.O. Jensen
- variété Amblystegium riparium var. submersum Podp.
- variété Amblystegium riparium var. subsecundum Schimp.
- variété Amblystegium riparium var. tenue Jur.
- variété Amblystegium riparium var. trichopodium (Schultz) Schimp.
- variété Amblystegium riparium var. vacillans (Sull.) Rau & Herv.